# 黃宣
- 關於中國大陸男演員，請見「黃軒」。
- 關於香港一支樂隊，請見「野佬」。
- 關於台灣女演員，請見「黃瑄」。

黃宣（1992年5月27日—，漢字音譯族名：瓦力斯·巴萬），台灣創作男歌手、音樂製作人、演員。

## 经历

### 早年
黃宣生長於台北一個基督教和音樂世家。父亲黃榮勇是泰雅族，母親陳艾美是阿美族福音歌手，曾拿過中視「六燈獎」總冠軍，發行過18張專輯，也是國中英文老師。黃宣有一個年長其9歲的姊姊黃婕，高中起赴美求學，獲得加州大學爾灣分校音樂博士，2009年她曾在義大利拿下木琴世界大賽亞軍。黃宣的表舅是音樂家李泰祥。
黃宣高中基測以台北考區最高分考上建國中學，最後放棄建中，選擇師大附中，高三下半年因曠課太多導致操行成績不及格，無法畢業，改用高中同等學力證明，參加獨立招生考上台北藝術大學戲劇系。黃宣自認從小教育資源豐富，因此考大學時不再使用原住民加分，「考大學和考高中不太一樣，大學是名額制，如果我用了就浪費掉加分的意義，沒有辦法加到弱勢族群的同學，所以放棄。」大學就讀一年後，黃宣便休學去當兵，退伍後重回高中用勞動服務的方式補足操行成績換取高中文憑，後在東森購物台當助理。

### 事業
2006年，14歲的黃宣開始創作，同年因為唱歌比賽拿冠軍，與成龍經紀公司簽下7年合約，後又因为表姐在音乐行业中做造型师，黃宣认识了當時在英皇唱片做经纪人的「伯樂」李汉群。然而，黃宣因創作理念不合被公司冷凍，期間他用化名在網路發表作品，直到2013年和公司解約。其後他透過姊姊認識製作人余佳倫（阿涼），學習爵士樂，在其啟發和幫助下，2014年他以「飛知和午次郎」之名發表〈羊皮先生〉、〈Meniere’s Buzzing〉與〈後現代獨白〉。2014年起，黃宣也擔任李汉群的製作助理，參與《中國好聲音》歌手魏然、陳冰、馬吟吟等的製作案。
2018年，以YELLOW之名發行首張EP《都市病》，並集結Bass手曹家瑋(Marcus)、鍵盤手吳至傑(CJ)、鼓手陳彥丞(Devlin)及吉他手林庭鈺(Tim)，開始活躍於台灣各大音樂祭、商演演出。2019年與製作人余佳倫共同獲得第30屆金曲獎「最佳單曲製作人獎」。2020年發行首張專輯《浮世擊》，並於2021年獲得第12屆金音創作獎「最佳創作歌手獎」和「最佳節奏藍調歌曲獎」。
2022年以第二張專輯《BEANSTALK》入圍第33屆金曲獎「最佳華語男歌手獎」及「最佳編曲人獎」；同時與陳明珠共同擔任該屆金曲獎星光大道主持人。2024年，參加《歌手2024》。

## 音樂作品

### EP
| #   | 專輯資料                                                                                 | 曲目                                                  |
| 1st | 《都市病 Urban Disease》 - 發行日期：2018年11月1日 - 發行公司：漢室音樂 - 語言類型：國語 | 曲目 1. 羊皮先生 2. Meniere's Buzzing 3. 不開燈俱樂部 |
| 2nd | 《馬戲團 Circus Fever》 - 發行日期：2019年12月5日 - 唱片發行：漢室音樂 - 語言類型：國語  | 曲目 1. Rose Wayne 2. Dazzle 3. 獨上C樓 (feat.范曉萱) |

### 專輯
| #   | 專輯資料 | 曲目 |
| 1st | 《浮世擊 Yellow Fiction》 - 數位發行：2020年10月12日 - 實體專輯：2020年10月23日 - 發行公司：好有感覺音樂 - 語言類型：國語、英語 | 曲目 1. Rose Wayne 2. Dazzle 3. 羊皮先生 4. Meniere’s Buzzing 5. 獨上C樓(feat.范曉萱) 6. 不開燈俱樂部 7. Moonshiner's Hymm 8. 後現代獨白 9. MERCY Rule 10. 飢餓時代 |
| 2nd | 《BEANSTALK》 - 數位發行：2021年12月20日 - 發行公司：否極泰來音樂 - 語言類型：國語、英語                                        | 曲目 1. Beanstalk 2. 道 3. Pimpstalk 4. don't flinch 5. PARADIGM 6. mirare 7. 遠行 8. Strawberry Green                                                              |

### 合唱單曲
- 2020年 JADE feat. YELLOW黃宣〈Last Animals〉
- 2020年 呂士軒 feat. YELLOW黃宣〈大特醉〉
- 2020年 YELLOW黃宣 feat. 9m88〈怪天氣〉
- 2020年 呂薔 feat. YELLOW黃宣〈你是不是誤會什麼〉
- 2021年 YELLOW黃宣 feat. 徐若瑄〈Paradigm〉
- 2021年 Hazee黃瑋昕 feat. YELLOW黃宣〈信你才怪〉
- 2022年 ROBOT SWING、 LEO37、LINION、陳以恆、雷擎、老莫、熊仔、呂士軒、阿爆、黃宣、李權哲、STAR WU、謝明諺〈TM5〉
- 2022年 法蘭 feat. YELLOW黃宣〈都是你害的〉
- 2023年 春野 Haruno feat. YELLOW黃宣〈Paris〉
- 2023年 王嘉儀 feat. YELLOW黃宣〈Race of Faith〉
- 2024年 鄭秀文 feat. YELLOW黃宣〈Brighter Day〉（電影《愛情城事》片頭曲）

### 獨唱單曲
- 2024年 YELLOW黃宣〈Ghost Swing〉
- 2025年 YELLOW黃宣〈翅膀與泥土〉

### 原聲帶
- 2019年 YELLOW黃宣〈一天〉（電視劇《想見你》插曲）

## 音樂創作
- 2016年 魏然〈天生我柴〉 (作曲、編曲)
- 2016年 魏然〈愛因斯坦的答案〉 (和聲、和聲編寫)
- 2016年 李維〈劫愛〉 (和聲、和聲編寫)
- 2016年 陳冰〈等的人〉 (和聲編寫)
- 2016年 陳冰〈上了鎖〉 (和聲編寫)
- 2016年 張恆遠〈離天空最近的地方〉 (和聲)
- 2016年 張恆遠〈奢侈品〉 (和聲)
- 2016年 張恆遠〈值得愛的旅人〉 (和聲)
- 2017年 馬吟吟〈救我〉 (作曲、編曲)
- 2017年 馬吟吟〈所謂惦記〉 (作曲)
- 2017年 馬吟吟〈多愛不礙〉 (作曲、編曲)
- 2017年 Ice Baby冰鎮紅茶年度廣告歌曲〈青春好正〉 (作曲、編曲)
- 2017年 彭佳慧ft. 熊仔〈關你屁事啊〉 (作詞、作曲、編曲)
- 2017年 彭佳慧〈戀愛，俘虜〉 (作曲)
- 2018年 蔣敦豪〈明年團圓〉 (編曲)
- 2018年 愛奇藝電視劇《以你為名的青春》主題曲〈我的青春以你為名〉 (作曲、編曲)
- 2018年 愛奇藝電視劇《以你為名的青春》插曲〈青春有一個好聽的名字叫我們〉 (作曲)
- 2018年 許時〈輕鬆帥〉 (編曲)
- 2018年 潘子爵〈Love, Come to Me〉 (編曲)
- 2019年 許時〈走馬看花〉 (編曲、和聲)
- 2019年 9m88〈平庸之上〉 (製作)
- 2019年 9m88〈九頭身日奈〉 (製作、編曲)
- 2019年 家家〈我想要的快樂〉 (作詞、作曲、編曲)
- 2019年 電視劇《想見你》插曲〈一天〉 (作曲、演唱)
- 2020年 蘇慧倫〈遠行〉 (作詞、作曲、編曲)
- 2020年 問題總部〈U Don't Know, I...〉 (製作、編曲、和聲編寫)
- 2020年 問題總部〈Mondy Morning〉 (製作、編曲、和聲編寫)
- 2020年 問題總部〈心臟痛〉 (製作、編曲、和聲編寫)
- 2020年 尋人啟事〈你要好好的〉 (編曲)
- 2020年 鹿比 ∞ 吠陀〈篝火〉 (共同詞曲、演唱)
- 2020年 落日飛車〈Overlove〉 (和聲)
- 2020年 呂薔〈找〉 (共同作曲)
- 2020年 呂薔〈你是不是誤會什麼〉 (製作、詞曲、編曲、演唱)
- 2020年 呂薔〈別吃到我的口紅〉 (共同作曲)
- 2021年 鍾明軒〈Ladies & Gentlemen〉 (共同作曲)
- 2021年 以莉·高露〈Sally〉 (編曲)
- 2021年 許光漢〈Soufflé〉 (配唱製作)
- 2021年 許光漢、王若琳〈你殘忍可愛的傲慢〉 (配唱製作)
- 2021年 Haezee黃瑋昕〈信你才怪〉 (製作、編曲、演唱)
- 2022年 問題總部〈狠狠愛〉 (製作、和聲)
- 2022年 問題總部〈傷心Je t’aime feat. 雷擎 L8ching〉 (製作)
- 2022年 問題總部〈Say〉 (製作)
- 2023年 舞思愛〈Tomangic 哭泣〉 (編曲)
- 2024年 鄭秀文 ft. 黃宣〈Brighter Day〉 (製作、詞曲、編曲、演唱)

## 演唱會

### 《DEAD OR ALIVE》 黃宣首場演唱會
| 舉辦時間       | 國家／地區 | 舉辦城市 | 舉辦地點        | 備註         |
| -------------- | ---------- | -------- | --------------- | ------------ |
| 2022年10月15日 | 臺灣       | 台北     | Zepp New Taipei | 嘉賓：范曉萱 |

### 《ALMOST ALIVE》 巡迴演唱會
| 舉辦時間       | 國家／地區 | 舉辦城市 | 舉辦地點          | 備註 |
| -------------- | ---------- | -------- | ----------------- | ---- |
| 2024年10月10日 | 中国大陆   | 北京     | Blue Note Beijing |      |
| 2024年10月11日 | 中国大陆   | 北京     | Blue Note Beijing |      |
| 2024年10月13日 | 中国大陆   | 杭州     | Live Shop UNI     |      |
| 2024年10月15日 | 中国大陆   | 上海     | ModernSky Lab     |      |
| 2024年10月16日 | 中国大陆   | 上海     | ModernSky Lab     |      |
| 2024年10月19日 | 中国大陆   | 深圳     | Mao Livehouse     |      |
| 2024年10月20日 | 中国大陆   | 广州     | Mao Livehouse     |      |

## 主持作品

### 頒獎典禮
| 年份   | 節目                         | 性質   | 頻道 | 備註           |
| ------ | ---------------------------- | ------ | ---- | -------------- |
| 2022年 | 第33屆金曲獎頒獎典禮星光大道 | 主持人 | 臺視 | 搭檔陳明珠主持 |

### 大型活動
| 年份   | 節目                     | 性質     | 頻道 | 備註                   |
| ------ | ------------------------ | -------- | ---- | ---------------------- |
| 2023年 | 2023超級巨星紅白藝能大賞 | 白隊主持 | 臺視 | 搭檔黃子佼、陳明珠主持 |

### 綜藝節目
| 年份   | 節目     | 性質   | 頻道             | 備註           |
| ------ | -------- | ------ | ---------------- | -------------- |
| 2024年 | 歌手2024 | 主持人 | 湖南衛視與芒果TV | 第五期、第九期 |

## 演出作品

### 長篇電影
| 年份   | 電影名稱                 | 飾演   | 導演   | 備註 |
| ------ | ------------------------ | ------ | ------ | ---- |
| 2023年 | 《他馬克老闆》           | 死神   | 瞿友寧 |      |
| 2024年 | 《愛情城事－我是一隻蛇》 | 法海   | 許承傑 |      |
| 2024年 | 《愛的噩夢》             | 兔子人 | 廖明毅 |      |

### 影集
| 年份   | 劇集名稱     | 飾演 | 導演           | 備註 |
| ------ | ------------ | ---- | -------------- | ---- |
| 2024年 | 《正港分局》 | 黃仙 | 程偉豪、殷振豪 |      |

### 綜藝節目
| 年份   | 節目       | 性質     | 頻道             | 備註            |
| ------ | ---------- | -------- | ---------------- | --------------- |
| 2024年 | 歌手2024   | 參賽者   | 湖南衛視、芒果TV |                 |
| 2024年 | 密室大逃脫 | 飛行嘉賓 | 芒果TV           | 第六季 EP7、EP8 |

## 獎項紀錄
| 年份   | 屆次                         | 專輯                       | 獎項                    | 入圍                                | 結果 |
| ------ | ---------------------------- | -------------------------- | ----------------------- | ----------------------------------- | ---- |
| 2019年 | 第30屆金曲獎                 | 《都市病》                 | 最佳單曲製作人獎        | 余佳倫、黃宣〈不開燈俱樂部〉        | 獲獎 |
| 2019年 | 第30屆金曲獎                 | 《都市病》                 | 最佳編曲人獎            | YELLOW〈不開燈俱樂部〉              | 提名 |
| 2019年 | 第10屆金音創作獎             | 《都市病》                 | 最佳樂手獎              | 曹瑋《都市病》                      | 提名 |
| 2019年 | 第10屆金音創作獎             | 《都市病》                 | 最佳節奏藍調單曲獎      | YELLOW〈羊皮先生〉                  | 提名 |
| 2020年 | 第31屆金曲獎                 | 《馬戲團》                 | 最佳單曲製作人獎        | 余佳倫、黃宣〈獨上C樓〉             | 提名 |
| 2020年 | 第11屆金音創作獎             | 《馬戲團》                 | 最佳新人獎              | YELLOW《馬戲團》                    | 提名 |
| 2020年 | 第11屆金音創作獎             | 《馬戲團》                 | 最佳樂手獎              | 陳彥丞《馬戲團》                    | 提名 |
| 2020年 | 第11屆金音創作獎             | 《馬戲團》                 | 最佳樂手獎              | 曹瑋《馬戲團》                      | 提名 |
| 2020年 | 第11屆金音創作獎             | 《馬戲團》                 | 最佳另類流行歌曲獎      | YELLOW feat.范曉萱〈獨上C樓〉       | 提名 |
| 2020年 | 第11屆金音創作獎             | 不適用                     | 最佳現場演出獎          | YELLOW 《2019大團誕生年終回顧場》   | 提名 |
| 2021年 | Hit FM聯播網                 | 《浮世擊》                 | 2020 Hit FM年度十大專輯 | YELLOW《浮世擊》                    | 獲獎 |
| 2021年 | 第14屆Freshmusic Awards      | 《浮世擊》                 | 最佳男演唱人獎          | YELLOW《浮世擊》                    | 獲獎 |
| 2021年 | 第24屆中華音樂人交流協會     | 《浮世擊》                 | 年度十大專輯            | YELLOW《浮世擊》                    | 獲獎 |
| 2021年 | 第24屆中華音樂人交流協會     | 黃宣、9m88《怪天氣》       | 年度十大單曲            | 黃宣、9m88〈怪天氣〉                | 獲獎 |
| 2021年 | 第32屆金曲獎                 | 《浮世擊》                 | 最佳新人獎              | YELLOW《浮世擊》                    | 提名 |
| 2021年 | 第32屆金曲獎                 | 《浮世擊》                 | 最佳MV獎                | 章郡〈飢餓時代〉                    | 提名 |
| 2021年 | 第32屆金曲獎                 | 黃宣、9m88《怪天氣》       | 最佳單曲製作人獎        | 余佳倫、黃宣〈怪天氣〉              | 提名 |
| 2021年 | 第32屆金曲獎                 | 黃宣、JADE《Last Animals》 | 最佳編曲人獎            | 嘟嘟〈Last Animals〉                | 提名 |
| 2021年 | 第32屆金曲獎                 | 呂薔《你是不是誤會什麼》   | 最佳編曲人獎            | 黃宣〈你是不是誤會什麼〉            | 提名 |
| 2021年 | 第12屆金音創作獎             | 《浮世擊》                 | 最佳創作歌手獎          | YELLOW《浮世擊》                    | 獲獎 |
| 2021年 | 第12屆金音創作獎             | 《浮世擊》                 | 最佳節奏藍調歌曲獎      | YELLOW〈後現代獨白〉                | 獲獎 |
| 2021年 | 第12屆金音創作獎             | 不適用                     | 最佳現場演出獎          | YELLOW《YELLOW-2021 大港開唱》      | 提名 |
| 2021年 | 第21屆南方音樂盛典           | 《浮世擊》                 | 最佳新樂隊/新組合獎     | YELLOW《浮世擊》                    | 提名 |
| 2021年 | 第21屆南方音樂盛典           | 《浮世擊》                 | 最佳當代藍調藝人獎      | YELLOW《浮世擊》                    | 提名 |
| 2022年 | Hit FM聯播網                 | 《BEANSTALK》              | 2021 Hit FM年度十大專輯 | 黃宣《BEANSTALK》                   | 獲獎 |
| 2022年 | 第33屆金曲獎                 | 《BEANSTALK》              | 最佳演唱錄音專輯獎      | 黃宣《BEANSTALK》                   | 提名 |
| 2022年 | 第33屆金曲獎                 | 《BEANSTALK》              | 最佳華語男歌手獎        | 黃宣《BEANSTALK》                   | 提名 |
| 2022年 | 第33屆金曲獎                 | 《BEANSTALK》              | 最佳編曲人獎            | 黃宣〈PARADIGM〉                    | 提名 |
| 2022年 | 第13屆金音創作獎             | 《BEANSTALK》              | 最佳專輯獎              | 黃宣《BEANSTALK》                   | 提名 |
| 2022年 | 第13屆金音創作獎             | 《BEANSTALK》              | 最佳創作歌手獎          | 黃宣《BEANSTALK》                   | 提名 |
| 2022年 | 第13屆金音創作獎             | 《BEANSTALK》              | 最佳另類流行專輯獎      | 黃宣《BEANSTALK》                   | 提名 |
| 2022年 | 第13屆金音創作獎             | Haezee《LOVE MAZE》        | 最佳節奏藍調歌曲獎      | Haezee、黃宣〈信你才怪〉            | 提名 |
| 2022年 | 第25屆中華音樂人交流協會     | 《BEANSTALK》              | 年度十大專輯            | 黃宣《BEANSTALK》                   | 獲獎 |
| 2022年 | 第1屆500Young                | 不適用                     | 無限音樂人獎            | 不適用                              | 獲獎 |
| 2023年 | 第8屆 LAVENDER MUSIC AWARDS  | 《BEANSTALK》              | 最佳編曲人獎            | 黃宣〈PARADIGM〉                    | 提名 |
| 2023年 | 第34屆金曲獎                 | 《BEANSTALK》              | 最佳MV獎                | 章郡〈Beanstalk〉                   | 提名 |
| 2024年 | 第15屆金音創作獎             | SOPHY 王嘉儀《水性揚花》   | 最佳節奏藍調歌曲獎      | SOPHY 王嘉儀、黃宣〈RACE OF FAITH〉 | 提名 |
| 2025年 | 第10屆 LAVENDER MUSIC AWARDS | 《Ghost Swing》            | 最佳編曲人獎            | 黃宣〈Ghost Swing〉                 | 提名 |

## 外部連結
- 黃宣的新浪微博
- 黃宣的Facebook專頁
- 黃宣的Instagram帳戶
- YouTube上的黃宣頻道